# Сестринівка
Сестри́нівка — село в Україні, у Козятинській громаді Хмільницького району Вінницької області. Населення становить 1147 осіб.
На північний захід від села розташований ботанічний заказник — Сестринівська Дача.

## Історія

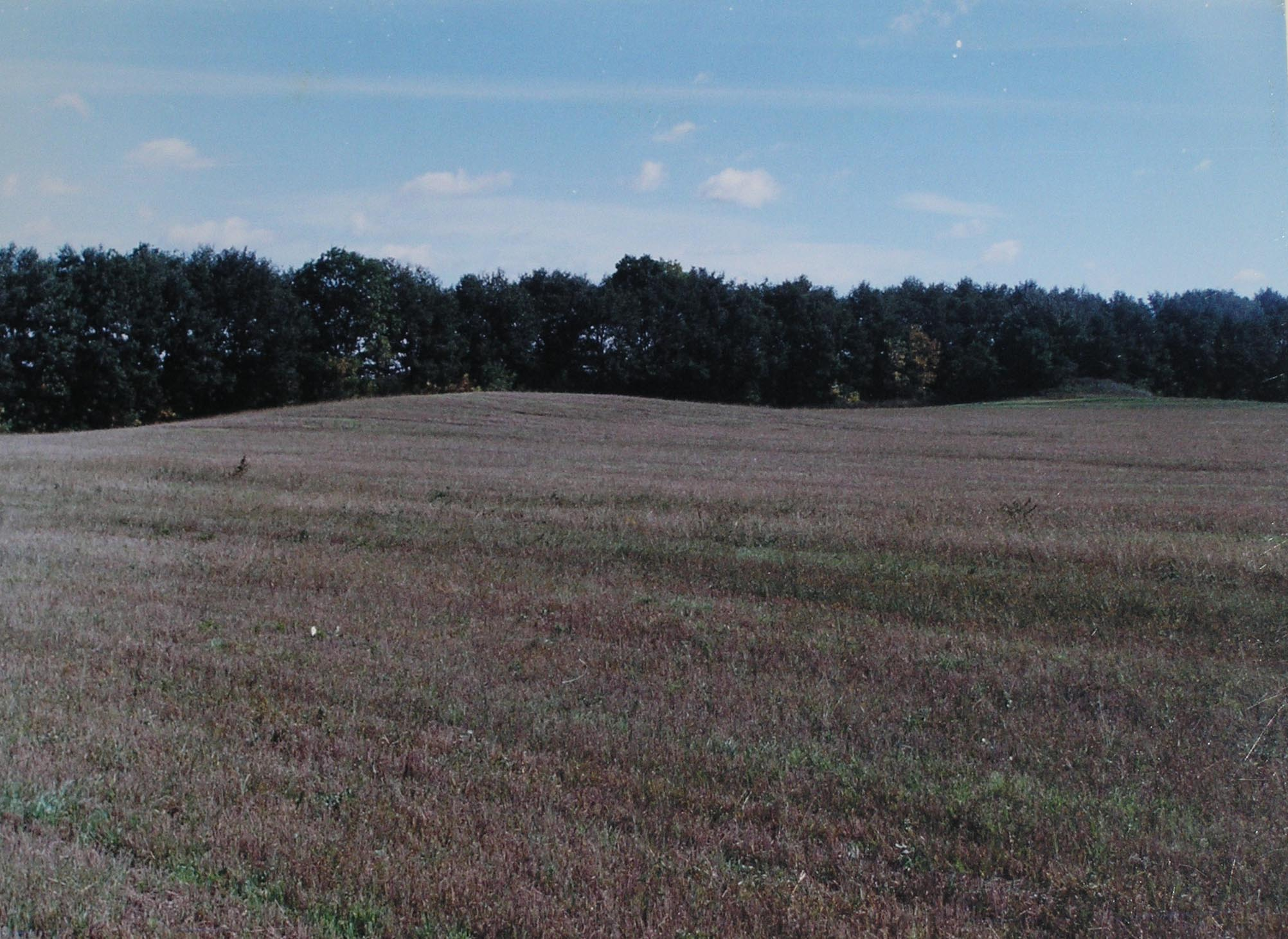
Сестринівка, курганний могильник

Лаврентій Похилевич у своїй праці «Сказания о населенных местностях Киевской губернии» (1864) пише: 
|  | Сестриновка, село при ручье Шапове, в Раставицу впадающем, в 8 верстах от Белиловки. Конфисковано в казну вместе с Белиловкою. Жителей обоего пола: православных 1950, римских католиков 158, евреев 17. В числе жителей до 900 принадлежат к польской шляхте. В 1742 году в Сестриновке считалось 80 дворов. Цековь Свято-Покровская, деревяная, на каменном фундаменте, с такою же колокольнею, построена 1747 года. По штатам она состоит в 5 классе; земли имеет 50 десятин. Предшествовавшая церковь, описаная в визите за 1741 год, была дубовая; строилась 1722 года. Во время визиты священником при ней был Иоанн Душеньковский. |

Станом на 1885 рік у колишньому власницькому селі Білилівської волості Бердичівського повіту Київської губернії мешкало 2437 осіб, налічувалось 297 дворових господарств, існували православна церква, школа та 5 постоялих будинків.
За переписом 1897 року кількість мешканців зросла до 3459 осіб (1676 чоловічої статі та 1783 — жіночої), з яких 3306 — православної віри.

## Сестринівка та Михайло Грушевський

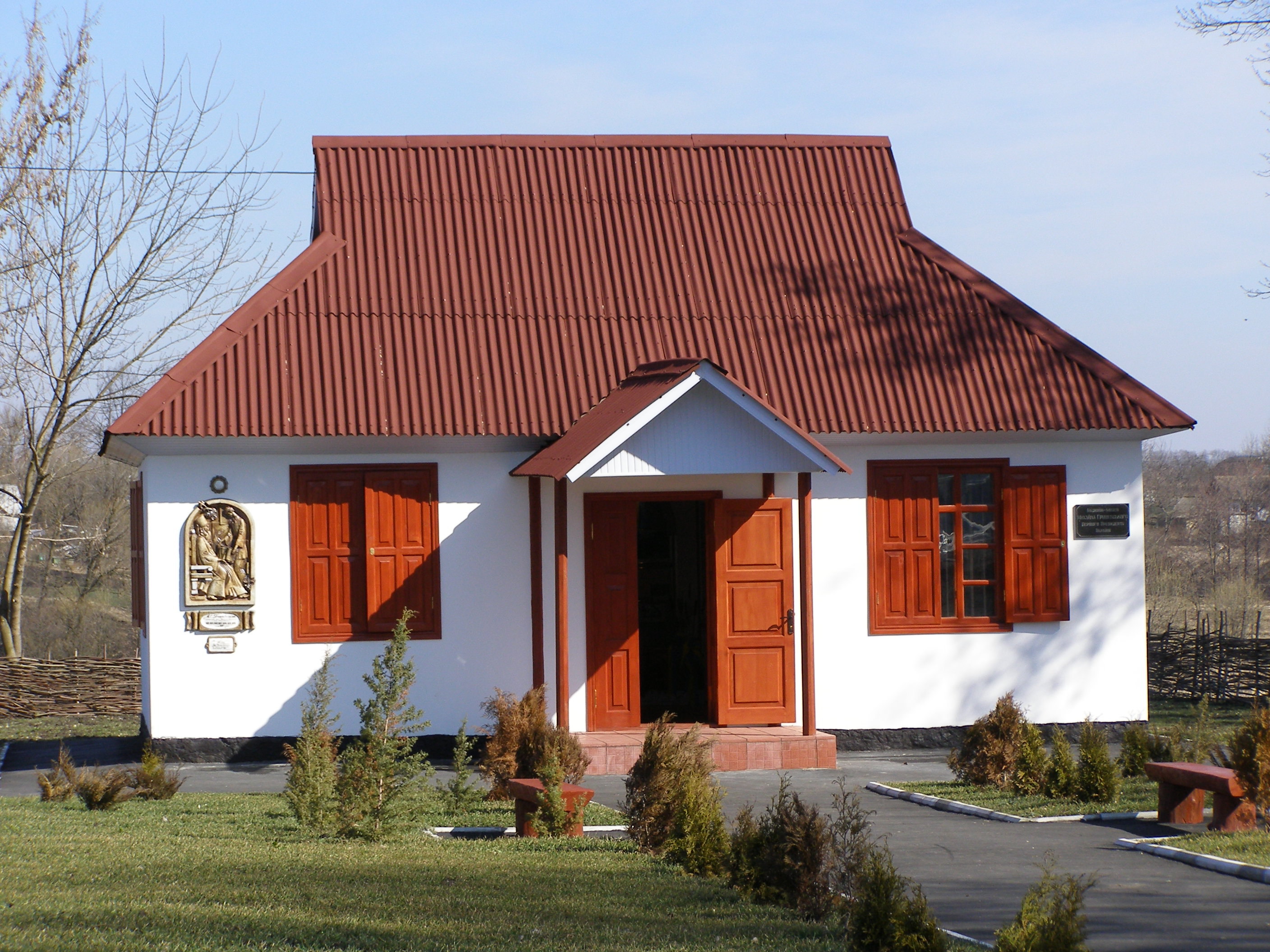
Музей Грушевського на місці де стояла хата діда

Сестринівка стала духовною батьківщиною першого лідера незалежної України Михайла Грушевського — тут народилася і виросла мати Михайла Сергійовича Глафіра Захарівна, тут 17-річною вийшла заміж за професора Київської духовної семінарії 30-річного Сергія Грушевського, тут провів своє життя батько Глафіри — місцевий священник Захарій Опоков.
Дід Михайла Грушевського взагалі був унікальною особистістю: за життя його нагородили двома орденами Святої Анни, бронзовий хрест, орденом Святого Володимира, йому було подаровано дворянство…
Саме дід благословив свого улюбленого онука на навчання в університеті Святого Володимира у Києві.

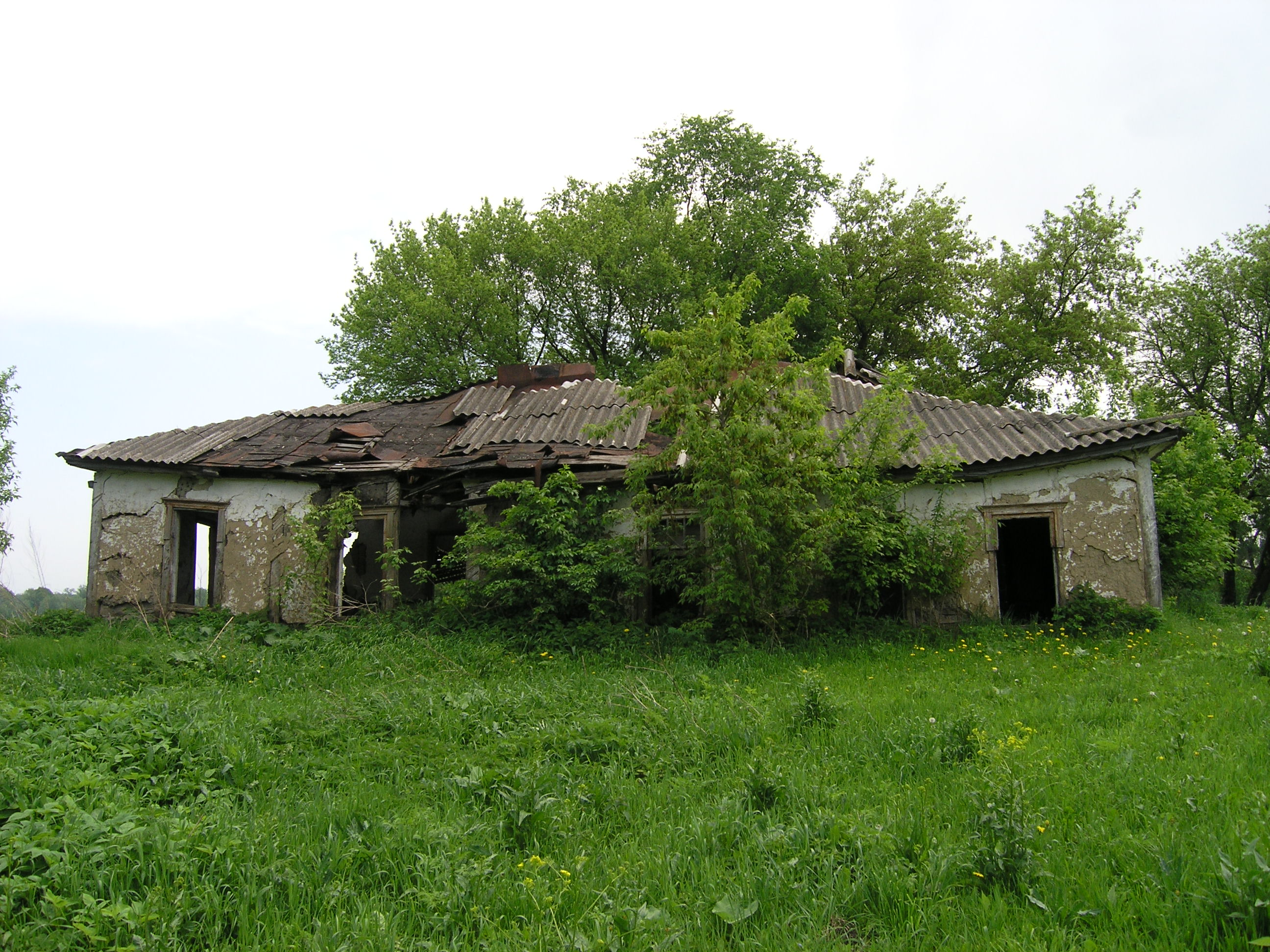
Хата Опокова — діда Грушевського (нині не існує)

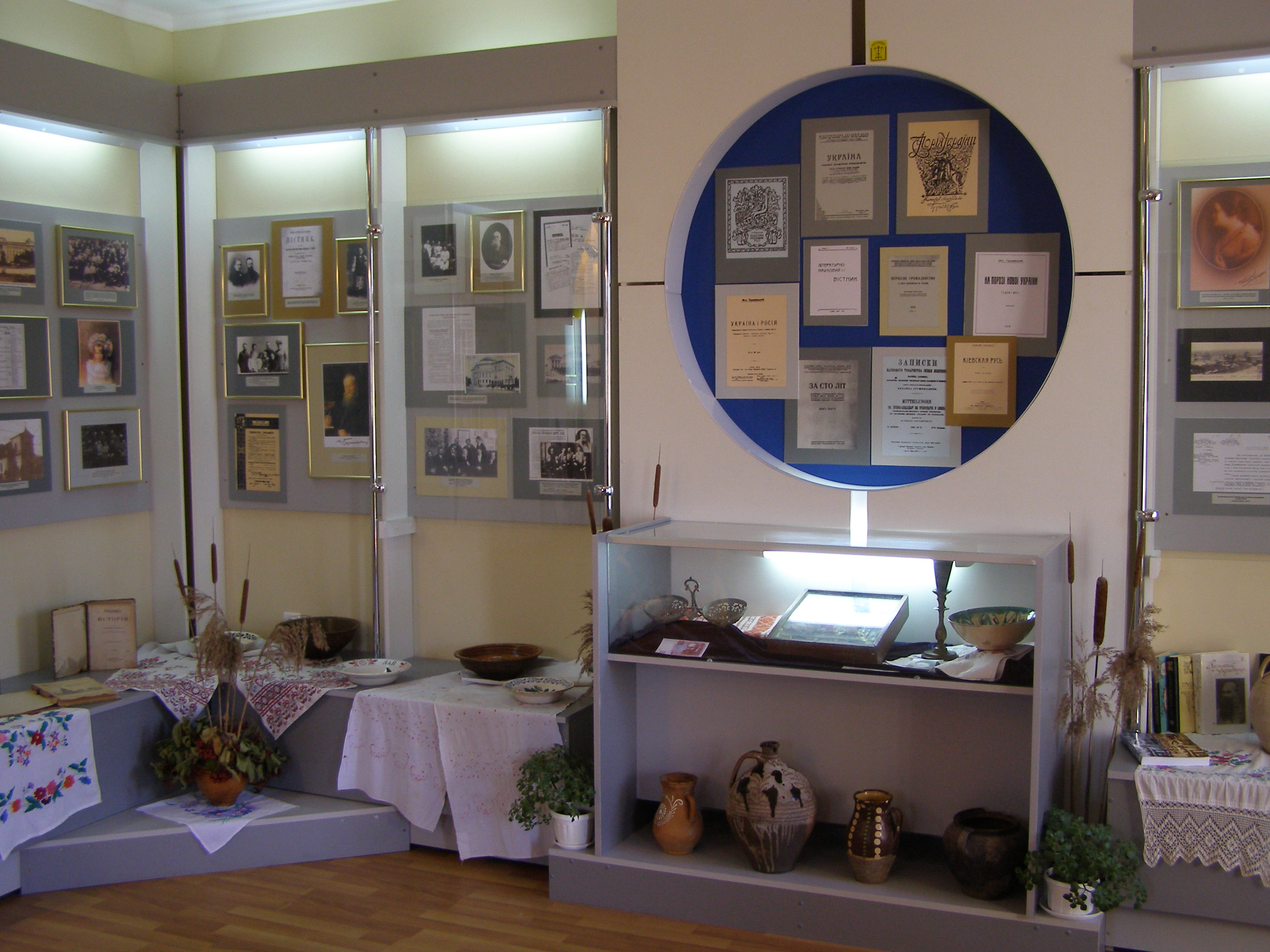
Музей Грушевського на місці де стояла хата діда

В дитинстві батьки Михайла Грушевського декілька разів привозили його до Сестринівки, сюди він приїжджав під час канікул, коли навчався в університеті. Михайло Сергійович надзвичайно тепло згадував ці подорожі у своїх споминах: 
| Але 1873 р., користаючи з можливості взяти двомісячну відпустку, батько повіз нас усіх до діда, до Сестринівки. Враження сеї великої подорожі покрилося враженнями пізніших аналогічних поїздок, і мало деталей зосталось з неї в моїй пам’яті. Але вони були незвичайно сильні, яскраві. Українське село, ліси, води, український народ, українська мова – все се ввірвалося в мою душу як якийсь інший, найкращий світ, до котрого я потім міг тільки душею і мрією тягнутися, відраховуючи місяць за місяцем ті три роки, коли батьки мої могли повторити сю подорож. |
| І коли я всетаки любив Сестринівку незвичайно, страшенно мріяв про неї й линув душею до неї цілими десятиліттями мого життя, то се було тому, що якнеяк се був властиво одинокий пункт, де я міг зв’язуватись з українською стихією, дотикатися до української землі, до її природи, до її культури – не вважаючи на всі дефекти тих форм, в котрих виступала ся стихія. |
| Життя в Сестринівці було для мене одним неустанним святом, де не можна було встигнути використати всіх утіх і приємностей, які розгорталися ним, і тільки з страхом зоставалося рахувати тижні й дні, які зоставалися до кінця сього свята... |

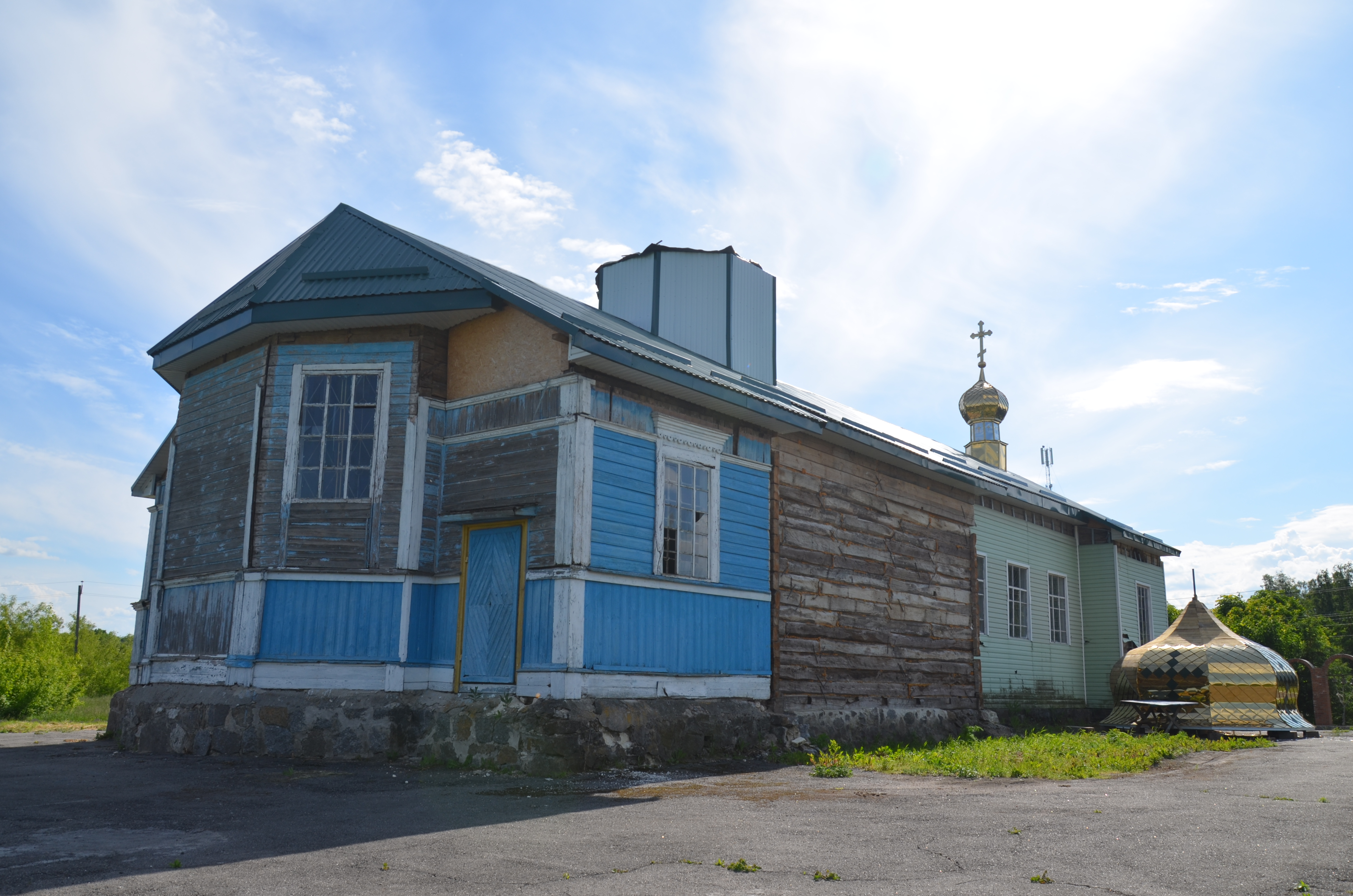
Церква Покрови Пресвятої Богородиці, де служив дід Грушевського, Сестринівка

Радянська влада старанно стерла пам'ять про Грушевського, як збили надпис із могильного пам'ятника Захарію Опокову.
2006 року, з нагоди 140-річчя від дня народження голови Центральної Ради у Сестринівці відкрито меморіальний музей М. С. Грушевського. Музей має декілька оригінальних речей, що стосуються родини Грушевських і Опокових. В експозиції музею також зберігається чимало речей тієї епохи, подарованих представниками влади і колекціонерами. Біля музею закладено парк.

## Відомі особи
З Сестринівкою пов'язані життя і діяльність українського військовика, члена Центральної Ради Петра Чечеля.
У Сестринівці 15 січня 1897 року народився учасник бою під Крутам Павло Кольченко.